# Deivson Rogério da Silva
Deivson Rogerio da Silva alias Bobô (Gravatá (Pernambuco), 9 januari 1985) is een Braziliaans voetballer die bij voorkeur als aanvaller speelt.

## Clubloopbaan
Bobô kwam in januari 2006 van Corinthians als twintigjarige naar Besiktas. Hij werd de eerste speler in Turkije die tijdens zijn tijd daar voor het eerst voor het Braziliaans voetbalelftal werd geselecteerd (spelers als Roberto Carlos, Alex, Ricardinho en Kléberson werden voor hun tijd in Turkije ook al geselecteerd).
Bobo scoorde tegen de rivaliserende topclubs in de Süper Lig zoals Fenerbahçe, Galatasaray en Trabzonspor dertien keer. In de Champions League 2007/2008 maakte hij beslissende doelpunten voor zijn team, zoals de winnende 2-1 in de 88e minuut tegen Olympique Marseille en in een partij tegen Liverpool die ook met 2-1 werd gewonnen.
Na een dienstverband van bijna zes jaar werd in 2011 bekend dat Bobô terug zou keren naar zijn geboorteland Brazilië en daar zou gaan spelen voor Cruzeiro. Hier kwam hij echter niet veel aan spelen toe en verruilde Brazilië in de zomer van 2012 weer voor  Turkije, alwaar hij voor Kayserispor gaat spelen.
Na een verblijf bij Grêmio speelt hij sinds 2016 voor Sydney FC. In het seizoen 2017/18 werd hij topscorer van de A-League. In het seizoen 2018/19 speelde hij in Turkije voor Alanyaspor. In het seizoen 2019/20 speelde hij in India voor Hyderabad FC. In 2020 keerde Bobô terug naar Brazilië bij Oeste.

## Interlandloopbaan
Hij nam deel aan het Wereldkampioenschap voetbal onder 20 - 2005. In 2008 werd hij eenmalig geselecteerd voor het Braziliaans voetbalelftal maar hij debuteerde niet.

## Erelijst

### Club
- Braziliaans kampioenschap in 2005 met Corinthians
- Turks kampioenschap in 2008/09 met Besiktas
- Turkse beker in 2005/06, 2006/07, 2008/09 en 2010/11 met Besiktas
- Turkse supercup in 2005/06 met Besiktas
- Australisch kampioenschap in 2016/17 met Sydney FC
- Australische reguliere competitie in 2016/17 en 2017/18 met Sydney FC
- Australische beker in 2017 met Sydney FC